# 哈丽雅特·梅特卡夫
哈丽雅特·梅特卡夫（英語：Harriet Metcalf，1958年3月25日—），美国女子赛艇运动员。她曾代表美国参加1984年夏季奥林匹克运动会赛艇比赛，获得女子八人单桨有舵手金牌。